# Jornal das 9 (SIC Notícias)
Jornal das 9, por vezes referido como Jornal das Nove, foi um telejornal transmitido diariamente no canal de televisão por assinatura SIC Notícias entre as 21 e 22 horas. Foi apresentado por Rodrigo Guedes de Carvalho e Clara de Sousa, alternadamente, quando o telejornal regressou à emissora entre 9 de novembro de 2015 e 10 de maio de 2016. Anteriormente tinha sido apresentado por Mário Crespo. O Jornal das 9 tinha um formato semelhante ao Nightline da American Broadcasting Company (ABC), sendo composto na primeira parte pelo telejornal com pelo menos um convidado e na segunda parte, denominada Frente-a-Frente, por um debate, entre dois comentadores convidados, sobre as notícias da atualidade.

## Apresentadores
| Anos      | Apresentador               | Dias          |
| --------- | -------------------------- | ------------- |
| 2001-2014 | Mário Crespo               | Todos os dias |
| 2015-2016 | Rodrigo Guedes de Carvalho | Todos os dias |
| 2015-2016 | Clara de Sousa             | Todos os dias |